# Eberhard Ludwig Becht

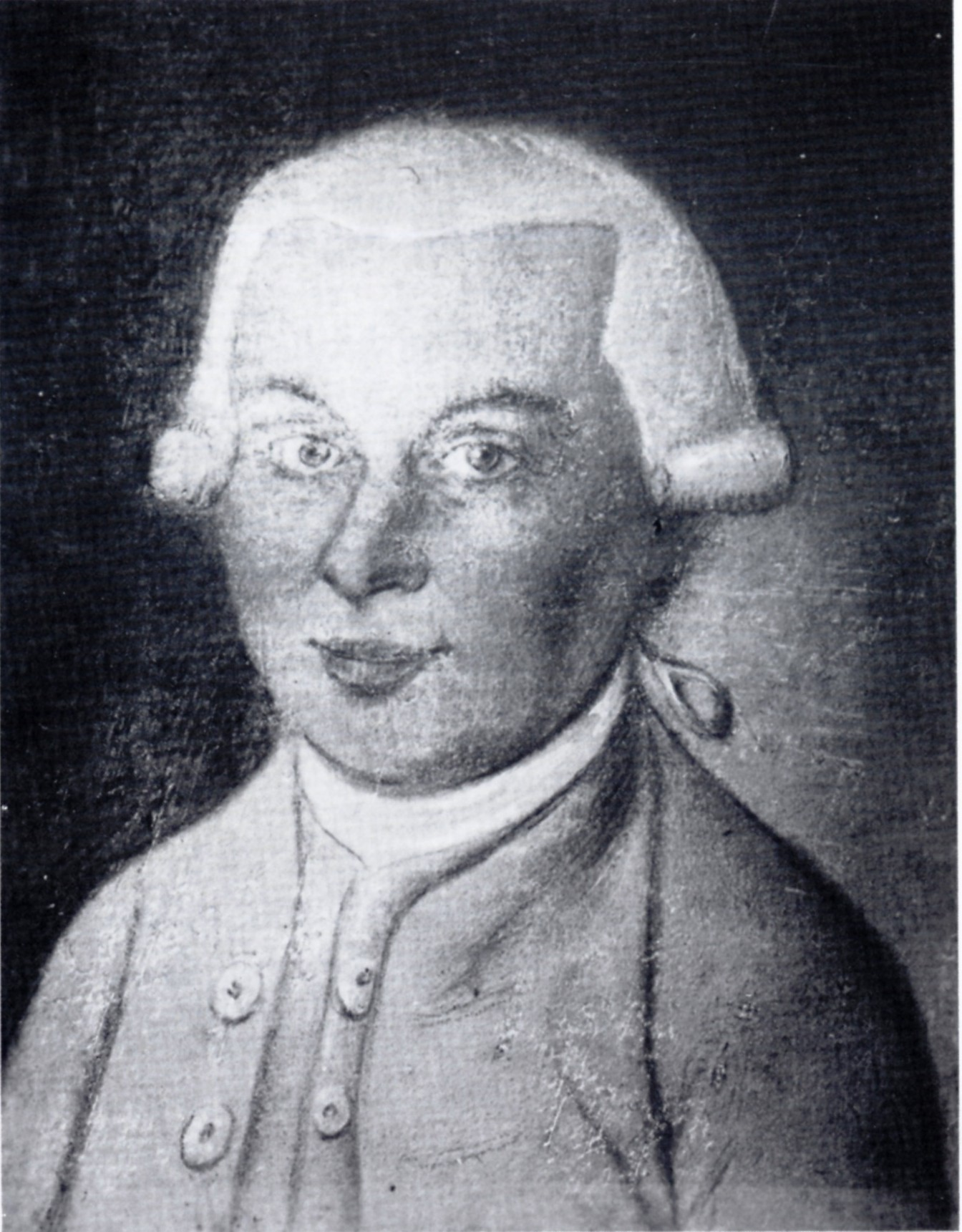
E. L. Becht

Eberhard Ludwig Becht (* 9. August 1732 in Heilbronn; † 6. April 1803 ebenda) war ein deutscher Archivar und von 1796 bis 1801 Bürgermeister von Heilbronn.

## Leben
Er wurde als Sohn von Dr. Ulrich Friedrich Becht geboren und konnte eine hohe Summe als Nachlass erben, nämlich 74.769 Gulden, 45 Kreuzer. Er studierte Jura an den Universitäten Halle (Saale) und Göttingen. 1758 wurde Becht Unterarchivar am Stadtarchiv Heilbronn, wo er im Jahre 1769 ein Entgelt von 250 Gulden bekam. Das ab 1765 erbaute Archivgebäude des Heilbronner Stadtarchivs (heute Heilbronner Ehrenhalle) geht auf seine Veranlassung zurück, wurde vom damaligen Ortsbaumeister Georg Heinrich von Roßkampff geplant und im Inneren von Becht zweckmäßig ausgestattet. Im Jahre 1772 wurde er zum ersten Archivar. Ab 1777 gehörte dem kleinen, inneren Rat („von den burgern“) an, war ab 1793 Steuerherr und von 1796 bis 1801 einer der drei Bürgermeister der Stadt. Sein Bruder Johann Moriz Becht (1729–1803) gehörte der Stadtverwaltung als Syndicus an.
1782 lag er im Widerstreit mit dem inzwischen zum Bürgermeister aufgestiegenen Georg Heinrich von Roßkampff wegen Missständen im städtischen Waisen-, Zucht- und Arbeitshaus, das auf eine Initiative von Roßkampff hin erbaut worden war. Nach Roßkampffs Tod 1794 besetzte Becht dessen Platz in der Waisenhauspflege und bewirkte eine rasche Auflösung der Einrichtung.